# Vàng Bắc Âu

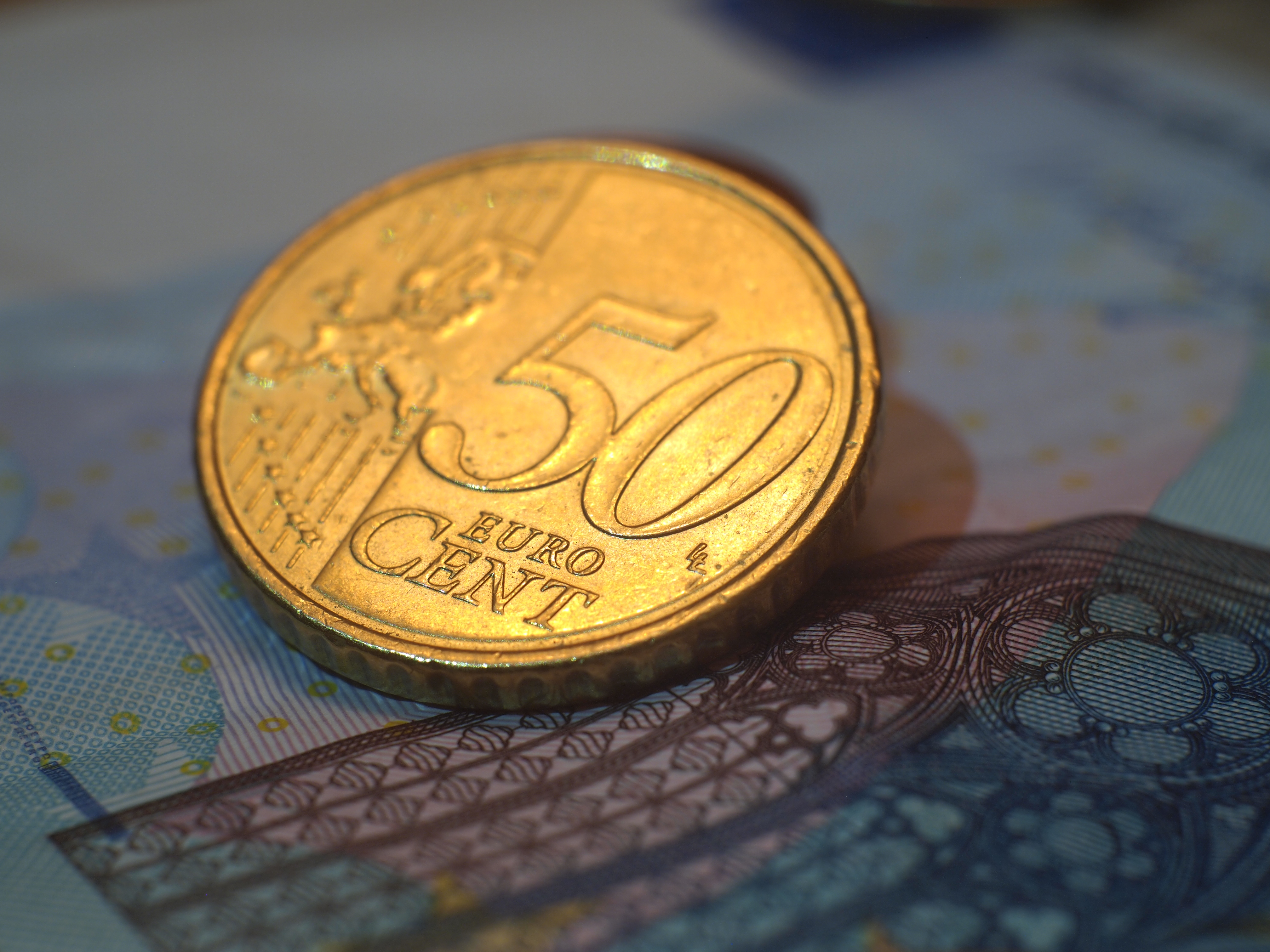
Vàng Bắc Âu

Vàng Bắc Âu, xuất phát từ tiếng Thụy Điển: nordiskt guld (nơi nó được phát minh), là 1 hợp kim đồng có màu như vàng, được sử dụng để đúc những đồng xu euro (50 cent, 20 cent, và 10 cent) của châu Âu hay đồng 10 krona của Thụy Điển
Mặc dù có tên là vàng Bắc Âu, nó lại không hề chứa một chút vàng nào, màu sắc và trọng lượng riêng cũng có chút khác biệt so với vàng ròng.
Hợp kim này và tên thương mại của nó được đăng ký và bảo hộ bản quyền bởi công ty Luvata (tiền thân là công ty Outokumpu Copper Products).

## Thành phần chính
Bao gồm: 89% đồng, 5% nhôm, 5% kẽm, và 1% thiếc.

## Ưu điểm & nhược điểm
Vàng Bắc Âu không gây dị ứng, chống nấm mốc và khó bị xỉn màu nhưng lại chống vi khuẩn kém nhất là khi bị xước do chà xát.